# Pou de glaç de Serinyà
El Pou de glaç de Serinyà és una obra de Serinyà (Pla de l'Estany) inclosa a l'Inventari del Patrimoni Arquitectònic de Catalunya.

## Descripció
Pou de glaç de grans dimensions, de planta circular i volta semiesfèrica construïda en pedra. L'obertura, encarada a l'est, conserva encara els muntants, fets de pedra sorrenca, però la llinda ja no hi és. El mur perimetral del pou està construït a base de còdols lligats amb argamassa o morter de calç, i té un gruix considerable.

## Història
Els pous de glaç es feien servir per conservar i emmagatzemar blocs de gel extrets dels marges i lleres del riu Ser durant l'hivern. Els blocs de gel s'introduïen al pou a través de les obertures, i s'anaven separant amb palla, branques o fang, a fi d'evitar que agafessin un volum excessiu. L'època de màxima activitat dels pous de gel van ser els segles XVII i XVIII.